# خزه (رمان)
خزه رمانی از هربر لو پوریه، نویسندهٔ اهل فرانسه است که به مرور حوادث جنگ جهانی دوم پس از اشغال فرانسه می‌پردازد. خزه توسط احمد شاملو به فارسی برگردانده شده است.